# 島根県特別支援学校一覧
島根県特別支援学校一覧（しまねけんとくべつしえんがっこういちらん）は、島根県の特別支援学校の一覧。

## 松江市
- 島根県立盲学校
- 島根県立松江ろう学校
- 島根県立松江養護学校
- 島根県立松江清心養護学校
- 島根県立松江緑が丘養護学校

## 出雲市
- 島根県立出雲養護学校

## 益田市
- 島根県立益田養護学校

## 浜田市
- 島根県立浜田ろう学校
- 島根県立浜田養護学校

## 江津市
- 島根県立江津清和養護学校

## 邑南町
- 島根県立石見養護学校

## 隠岐の島町
- 島根県立隠岐養護学校

## リンク
- 島根県教育委員会